# Зеленушки (бабочки)
Зеленушки (лат. Callophrys) — род дневных бабочек из семейства голубянок.
Нижняя сторона крыльев полностью зеленая с блестящим отливом. Усики с веретеновидной булавой. Половой диморфизм выражен слабо. У самцов на передних крыльях имеется небольшое округлое андрокониальное пятно около границы центральной ячейки. Внешний край передних крыльев прямой или несколько округлый спереди, а задних — частично округлый, с заметным выступом на жилках Cu1, Cu2 и 2A. Жилка R1 не ветвится; жилки R2 и R3 сливаются в одну, как и жилки R4, R5. К костальному краю переднего крыла выходят все пять жилок (или R4+R5 выходт почти на вершину). Копулятивный аппарат самцов отличается сросшимися вальвами.

## Список видов
- Callophrys affinis Edwards, 1862
- Callophrys amphichloros Cabeau, 1923
- Callophrys androflavus Capuse, 1963
- Callophrys apama Edwards, 1882
- Callophrys armeniaca Zhdanko, 1998
- Callophrys augustinus Westwood, 1852
- Callophrys avis Chapman, 1909
- Callophrys barraguéi Dujardin, 1972
- Callophrys bayensis Brown, 1969
- Callophrys bipunctata Tutt, 1907
- Callophrys borelis Krulikovski, 1890
- Callophrys brunnea Tutt, 1907
- Зеленушка Бутлерова (Callophrys butlerovi Migranov, 1991)[1]
- Callophrys caecus Fourcroy, 1785
- Callophrys caerulescens Bang-Haas, 1912
- Зеленушка стальная (Callophrys chalybeitincta Sovinsky, 1905)[1][2]
- Callophrys cinerascens Rebel, 1909
- Callophrys comstocki Henne, 1941
- Callophrys connexa Tutt, 1907
- Callophrys danchenkoi Zhdanko, 1998
- Callophrys davisi Watson et Comstock, 1920
- Callophrys dumetorum Boisduval, 1852
- Callophrys eryphon Boisduval, 1852
- Callophrys fervida Staudinger, 1901
- Callophrys fotis Strecker, 1877
- Callophrys foulquieri Rivertigat, 1915
- Callophrys hatuma Zhdanko, 1996
- Callophrys herculeana Pfeiffer, 1927
- Callophrys homoperplexa Barnes et Benjamin, 1923
- Callophrys immaculata Fuchs, 1891
- Callophrys immaculatum Fuchs
- Callophrys incompleta Tutt, 1907
- Callophrys inferopunctata Tutt, 1907
- Callophrys intermedia Tutt, 1907
- Callophrys kolak Higgins, 1965
- Callophrys leucosticta Stauder, 1923
- Callophrys major Tutt, 1907
- Callophrys minor Tutt, 1907
- Callophrys mystaphia Miller, 1912
- Callophrys neoperplexa Barnes et Benjamin, 1923
- Callophrys nordlandica Strand, 1901
- Callophrys obscurus Ferris et Fisher 1973
- Callophrys olivacea Blachier, 1909
- Callophrys oregonensis Górelick 1968
- Callophrys pallida Tutt, 1907
- Callophrys paulae Pfeiffer, 1932
- Callophrys perplexa Barnes et Benjamin, 1933
- Callophrys pigmentocarens Verity, 1926
- Callophrys polaris Möschler, 1893
- Callophrys poletus Druce
- Callophrys polios Cook et Watson 1907
- Callophrys punctata Tutt, 1907
- Малинница (Callophrys rubi Linnaeus, 1758) или Малинница обыкновенная
- Callophrys sachalinensis Matsumura, 1929
- Callophrys schamyi Sheldon, 1914
- Callophrys schryneri Cross, 1938
- Callophrys semipallida Barragué, 1954
- Callophrys sheridonii Edwards, 1877
- Callophrys sibirica,Rühl
- Малинница южная (Callophrys suaveola Staudinger, 1881)
- Callophrys suffusa Tutt, 1907
- Callophrys supraviridis Conw.
- Callophrys titanus Zhdanko, 1998
- Callophrys turkingtoni Johnson, 1976
- Callophrys virgatus Verity, 1913
- Callophrys viridis Edwards, 1862
- Callophrys washingtonia Clench, 1945